# Alicja Lenczewska
Alicja Lenczewska (ur. 5 grudnia 1934 w Warszawie, zm. 5 stycznia 2012 w Szczecinie) – polska mistyczka, nauczycielka, autorka dwóch dzienników duchowych opublikowanych pt. Świadectwo. Dziennik duchowy i Słowo pouczenia, w których opisuje głównie swoje rozmowy z Jezusem Chrystusem, a także m.in. z Matką Bożą, świętymi (w tym ze św. Faustyną) i aniołami.

## Życiorys
Jej rodzice pochodzili z Małopolski Wschodniej (obecnie na Ukrainie): ojciec, August, był nauczycielem pisania na maszynie i wynalazcą specyficznego rodzaju kłódki, a matka, Jadwiga, była nauczycielką. Ojciec zmarł, gdy miała dwa lata. W 1940 r. przeniosła się z matką i starszym bratem, Sławomirem, na Rzeszowszczyznę, następnie do Inowrocławia, a ostatecznie rodzina osiadła w 1946 r. w Szczecinie. W mieście tym zdała maturę, a potem podjęła pracę wiejskiej nauczycielki. Uzyskała dyplom studiów pedagogicznych, nauczała prac ręcznych i mechaniki i z czasem została wicedyrektorką liceum dla nauczycieli przedszkolnych. Dużo podróżowała, lubiła turystykę, interesowała się historią sztuki. Na kwestie religijne zwróciła uwagę po przeczytaniu amerykańskich książek o odnowie charyzmatycznej. Pierwszych mistycznych spotkań z Jezusem doznała na rekolekcjach w Gostyniu w 1985 r. Jej duchowym przewodnikiem został wówczas ksiądz Walter Rachwalik, który poradził jej systematyczne spisywanie widzeń, co czyniła w zeszytach szkolnych od 1985 r. do 2010 r. Notatki ostatecznie przepisała na maszynie, a oryginały zniszczyła (zachowały się jedynie trzy zeszyty). W 1987 r. zakończyła pracę i przeszła na emeryturę (nadal pracowała jako wolontariuszka w biurze parafialnym). Oznajmiła, że od 1989 r. zaczęła doświadczać bólu niewidzialnych stygmatów.
Złożyła śluby wieczyste w Rodzinie Serca Miłości Ukrzyżowanej. Jeździła na pielgrzymki, a także była współinicjatorką założenia wspólnoty Apostołów Czystej Miłości. W 2010 r. został u niej zdiagnozowany rak nerki.

## Publikacje
Jest autorką dwóch dzienników duchowych. Pierwszym z nich, Świadectwo. Dziennik duchowy, zawiera jej zapiski z lat 1985–1989. Drugi dziennik, Słowo pouczenia, pochodzi z okresu 1989–2010. W dniu 24 czerwca 2009, w jednych z ostatnich słów zapisanych w Słowie pouczenia, przekazała swoje rozumienie miłości do Jezusa Chrystusa:
Po jej śmierci w 2012 miejscowy arcybiskup szczecińsko-kamieński Andrzej Dzięga powołał komisję teologiczną w celu zbadania, czy treść zawarta w jej zapiskach duchowych jest zgodna z nauczaniem Kościoła. Opinia teologów była jednoznacznie pozytywna. Ks. dr Mieczysław Piotrowski, współautor jej biografii, redaktor naczelny czasopisma Miłujcie się!, stwierdził, iż „teksty te należą do pereł literatury religijnej”. Obie publikacje, Świadectwo i Słowo pouczenia, uzyskały imprimatur wikariusza generalnego, biskupa pomocniczego archidiecezji szczecińsko-kamieńskiej Henryka Wejmana.